# Hans Holten
Hans Holten, född 1892 i Surnadal, död 1973, var en norsk journalist, utbildad agronom. Han var generalsekreterare i Bondepartiet och ledare för dess presskontor mellan 1933 och 1940, och politisk redaktör i Nationen mellan 1945 och 1963.